# Янко Станіслав Васильович
Станіслав Васильович Янко (нар. 21 листопада 1941 (с. Іванівка, Машівський район, Полтавська область) — доктор технічних наук; голова Всеукраїнського галузевого об'єднання організацій роботодавців вугільної промисловості «Укрвуглероботодавці»; АГНУ, віце-президент, керівник відділення вугілля, торфу та горючих сланців; член Громадської колегії при Міністерстві палива та енергетики України (з червня 2005). Академік АГНУ.

## Життєпис
Народився 21 листопада 1941 (с. Іванівка, Машівський район, Полтавська область); українець.
Закінчив Харківський інститут гірничого машинобудування, автоматики та обчислювальної техніки, гірничій факультет (1958–1963), гірничій інженер, «Розробка родовищ корисних копалин»;
Написав кандидатську дисертацію на тему: «Обґрунтування підготовки і обробки похилих тонких вугільних пластів з використанням технологій нового рівня» (1988); та докторську дисертацю на тему: «Концептуальні і науково-технічні основи створення і ефективного використання потенціалу вугільних шахт України» (1994, у формі наукової доповіді).
Народний депутат України 2-го скликання з липня 1994 (1-й тур) до квітня 1998, Селидовський виборчій округ № 139, Донецька область, висунутий трудовим колективом. Член Комітету з питань паливно-енергетичного комплексу, транспорту і зв'язку. Член МДГ.
- 08.1963-10.1967 — гірничий майстер, начальник дільниці шахти № 40 тресту «Селидіввугілля».
- 10.1967-01.197З — головний інженер шахти «Росія» комбінату «Красноармійськвугілля».
- 01-05.1973 — директор шахти № 42.
- 05.1973-08.1975 — директор шахтоуправління «Курахівське» комбінату «Красноармійськвугілля».
- 08.1975-05.1978 — директор шахти «Росія» ВО «Красноармійськвугілля».
- 05.1978-02.1981 — технічний директор ВО «Добропіллявугілля».
- 02.1981-04.1990 — генеральний директор ВО «Селидоввугілля».
- 04-10.1990 — голова Селидівської міськради народних депутатів Донецької області.
- 10.1990-11.1994 — перший заступник голови Державного комітету України з вугільної промисловості[2].
- 25.07.1997-27.05.1998 — Міністр вугільної промисловості України[3][4].

Автор (співавтор) понад 30 наукових статей, підручника «Гірнича справа».

## Нагороди
- Лауреат Державної премії України в галузі науки і техніки (2003)[5].
- Заслужений шахтар України.
- Ордени Трудового Червоного Прапора (1983), «Знак Пошани» (1976), Орден князя Ярослава Мудрого V ступеня (серпень 2011)[6].
- Медалі «За доблесну працю. В ознаменування 100-річчя з дня народження В. І. Леніна» (1970), «Ветеран праці». Почесна грамота Кабінету Міністрів України (серпень 2004)[7].

## Родина
Батько Василь Онисимович (1913–1992); мати Мара Лук'янівна (1911–1992); дружина Світлана Іванівна (1938) — гірничій інженер, пенсіонерка; син Володимир (1964) — військовослужбовець; дочка Олена (1966).

## Джерело
- Янко [Архівовано 4 березня 2016 у Wayback Machine.]